# Hugo Steinhaus
Władysław Hugo Dionizy Steinhaus (14 de enero de 1887 - 25 de febrero de 1972) era un matemático y educador polaco. 

## Vida
Steinhaus nació en Jasło (Polonia), y recibió su doctorado en la Universidad de Gotinga. Su tesis doctoral fue terminada bajo la supervisión de David Hilbert. Fue profesor en las Universidades de Leópolis (1920-41) y Breslavia (1945-61), la Universidad de Notre Dame (Indiana, Estados Unidos de América, 1961-62), y la Universidad de Sussex (1966). Fue un miembro correspondiente de la Academia Polaca del Conocimiento (PAU) desde 1945, de la Academia Polaca de Ciencias (PAN) desde 1952 y de muchas otras sociedades y academias científicas internacionales de las ciencias. 
Cofundó la Escuela de Matemáticas de Leópolis y escribió más de 170 trabajos de análisis matemático, teoría de la probabilidad y estadística.

## Trabajos principales
- (pl) Czym jest, a czym nie jest matematyka (Qué son las matemáticas y qué no son, 1923).
- (de) Theorie der Orthogonalreihen (con Stefan Kaczmarz, 1935).
- (pl) Kalejdoskop matematyczny (Un calidoscopio matemático, 1938).
- (en) Mathematical Snapshots (1939) (Instantáneas matemáticas, Salvat 1986, ISBN 84-345-8428-X)
- (pl) Taksonomia wrocławska (Una taxonomía de Wroclaw; con otros, 1951).
- (fr) Sur la liaison et la division des points d'un ensemble fini (con otros, 1951).
- (pl) Sto zadań (100 Problemas, 1958).
- (en) One Hundred Problems In Elementary Mathematics (1964).
- (pl) Orzeł czy reszka (¿Cara o cruz?, 1961).
- (pl) Słownik racjonalny (Un diccionario racional, 1980).

Junto con Stefan Banach (1929) fundó Studia Mathematica, y Zastosowania matematyki (Las aplicaciones de matemáticas, 1953).
- Instantáneas matemáticas, (1987) Salvat Editores S.A. Barcelona, España.